# Хомутецкий сельский совет (Полтавская область)
Хомутецкий сельский совет (укр. Хомутецька сільська рада) — входит в состав Миргородского района Полтавской области Украины.
Административный центр сельского совета находится в с. Хомутец.

## Населённые пункты совета
- с. Хомутец
- с. Довгалевка
- с. Малые Сорочинцы